# Cultura de la risa popular

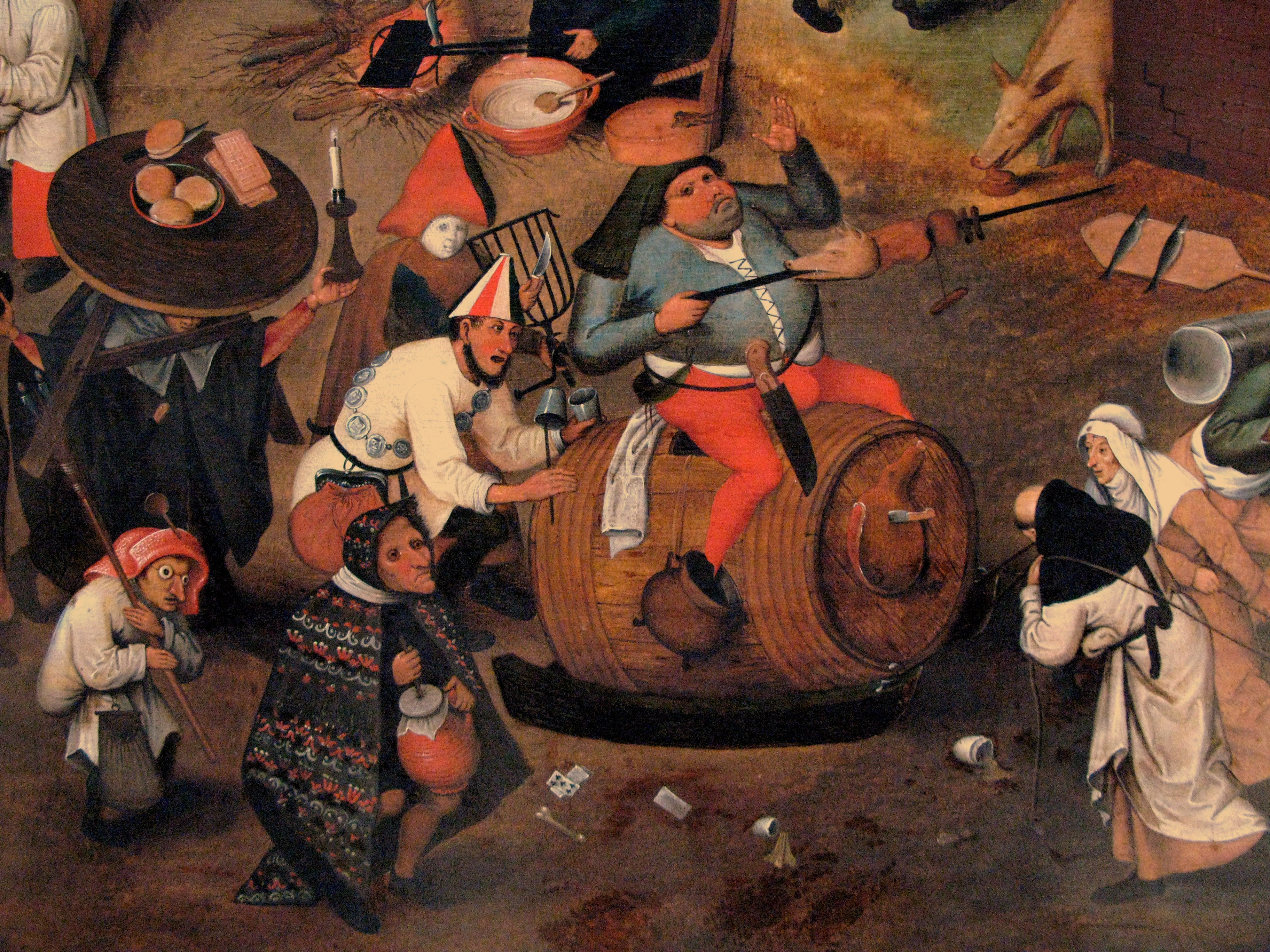
El carnaval y el libertinaje son también un tema recurrente en las pinturas de Pieter Bruegel el Viejo, durante el.

La cultura de la risa popular es un término histórico-cultural acuñado por el crítico literario Mikhail Bakhtin en su libro La cultura popular en la Edad Media y el Renacimiento [Творчество Франсуа Рабле и народная культура средневековья и Ренессанса] (1965). En él se estudiaba la cultura popular en la Europa del Renacimiento a través de los temas del libro Gargantúa y Pantagruel (1532-1564) de François Rabelais]. La concepción de la cultura de la risa popular combina dos ideas literarias desarrolladas por Bakhtin en la misma obra: el realismo grotesco y lo carnavalesco, que examinaban, respectivamente, la celebración de las necesidades primarias y la idea de carnaval en la que se desvirtúan las normas sociales.
La cultura de la risa popular se formuló originalmente a partir de los escritos de Rabelais, pero también se ha aplicado en la interpretación de escenas campesinas pintadas por Pieter Brueghel el Viejo y sus descendientes. También se ha aplicado esta idea a la sociedad japonesa.

## Carnavalesco
La idea de carnavalesco acuñada por Bakhtin también forma parte de su teoría más amplia de la risa popular. Argumentaba que, en épocas de carnaval como la Fiesta de los locos, las normas sociales se invertían deliberadamente. El carnaval se convertía entonces en una forma de institución "válvula de escape", que cumplía un papel estructural-funcionalista para liberar temporalmente las tensiones del sistema social contemporáneo. Bakhtin, sin embargo, argumentó que esta forma de sistema se "formalizó" en la cultura de la época como "risa popular".

## Relevancia
El historiador Gábor Klaniczay argumentó que la «risa popular» se extendía por todos los estratos de la sociedad y no se limitaba al campesinado. A la teoría de Bakhtin también se le atribuye el mérito de generar una revaloración de la importancia de la cultura popular en la historia, especialmente en lo académico.